# ママと私 とろけモードで感じちゃう
『ママと私 とろけモードで感じちゃう』（ままとわたし とろけもーどでかんじちゃう）は、吉行由実監督の日本映画。2022年4月8日公開。R-18作品。

## 概要
吉行由実監督デビュー25周年、愛葉るびデビュー20周年記念作品。花音うららは映画初主演作となる。
母親の記憶が飛び、20代当時に巻き戻ってしまう記憶喪失ものであるが、吉行のポップ志向から熟女世代にくすぶる残り火への共感演出、演じる愛葉のめりはりある演技と変わらぬ容姿もあり、母親世代の青春を肯定する内容となっている。

## あらすじ
彼氏を親友だった樹里に寝取られ喧嘩別れしたエリカ。男友達の秀一に打ち明け、ストレス発散のためジョギングする。すると背後から派手なスーツに身を包んだサングラスの女性に声を掛けられる。自身をエリカのマブダチのギャルと思い込む自称「マッキー」は、エリカの実の母であった。驚いたエリカは実家に電話すると、母が自転車事故で一時記憶障害に陥り、記憶をなくしたまま家出をしたと報告される。母を保護するため母と娘の奇妙な同居生活がスタート。恋路を相談すると、母は樹里の誕生日パーティーに一緒に行こうと背中を押すのだった

## 出演
エリカ
演 ‐ 花音うらら
親元を離れ、一人暮らしの女性。厳しい家に育った解放感からか、自虐的な性格でだらしない生活を送る。親には内緒だが喫煙者であり、アルコールも常飲。別れた直樹が忘れられておらず、流されやすい性格。両親のことはママ、パパと呼んでいる。
真紀子
演 ‐ 愛葉るび
エリカの母。ごみ捨ての時もメイクしていく厳格な良妻賢母。記憶障害に陥って以降は奇抜な格好をするギャル「マッキー」となっており、自身を20代と認識している。その際、過去は喫煙者でやり逃げされてきた人生だったなど、良妻賢母は家族のために演じてきたものであることが発覚する。
樹里
演 ‐ 二葉エマ
エリカの親友だが、彼氏を奪ったため絶縁される。フルネームは佐藤樹里。
佳奈
演 ‐ 加藤絵莉
Sっ気のある女性。
秀一
演 ‐ 可児正光
エリカの幼馴染であり、腐れ縁。エリカに恋心はあるものの、彼氏持ち、あるいは彼氏のことを思い続けていることを知っているため、一線を踏み留めている。エリカが道を間違えそうになり、アドバイスしかできない自分に歯がゆくなっていく。ハンバーグが急に食べたくなる性分。
直樹
演 ‐ 橘聖人
樹里と浮気したため別れたエリカの元カレ。女性にバイブを仕込ませて外を歩かせるなど、その性癖は極めて変態。
女性客A
演 ‐ 只埜なつみ
樹里の誕生日パーティーに集まった女性。
女性客B
演 ‐ 豊岡んみ
樹里の誕生日パーティーに集まった女性。
女性客C
演 ‐ かわいゆうな
樹里の誕生日パーティーに集まった女性。
慎吾
演 ‐ 樹カズ
エリカの父。娘のひとり立ちを祝う良き父のように思えたが、記憶を失った妻を呼び戻さないなどの行動の裏には秘密があった。

## スタッフ
- 監督・脚本：吉行由実[2]
- 撮影：小山田勝治[2]
- 録音：池田知久[2]
- 編集：西山秀明[2]
- 助監督：江尻大[2]
- 小道具：愛河シゲル
- 選曲・効果：うみねこ音響
- 整音：竹内雅乃
- グラフィック：佐藤京介
- スチール：本田あきら
- 監督助手：吉岡純平
- 撮影助手：邊母木伸治
- ポストプロダクション：スノビッシュ・プロダクツ
- 仕上げ：東映ラボ・テック
- 制作：オフィス吉行
- 提供：オーピー映画